# Favorinus branchialis
Favorinus branchialis é uma espécie de molusco pertencente à família Facelinidae.
A autoridade científica da espécie é Rathke, tendo sido descrita no ano de 1806.
Trata-se de uma espécie presente no território português, incluindo a zona económica exclusiva.